# Бедак (район Сангвор)
Бедак (тадж. Бедак) — сельский населённый пункт в Сангворском районе РРП Таджикистана. Входит в состав сельской общины (джамоата) Чильдара. Расстояние от села до центра района (село Тавильдара) — 34 км, до центра джамоата (село Чильдара) — 4 км. Население — 40 человек (2017 г.), таджики. Население в основном занято сельским хозяйством (животноводство и растениводство). Земли орошаются главным образом водами речки Бедак.